# Pterolophia lateripicta
Pterolophia lateripicta là một loài bọ cánh cứng trong họ Cerambycidae.